# Daniel Wessfeldt
Daniel Kristian Wessfeldt, född 24 april 1957 i Malmö, är en svensk friidrottsagent, manager och före detta guldsmed. 
Wessfeldt, som är licensierad IAAF-agent, är agent för flera av Sveriges största friidrottare som Armand Duplantis, Christian Olsson, Andreas Kramer, Magnus Arvidsson, Jonas Lohse, Johan Wissman, Linus Thörnblad, Alhaji Jeng, Henrik Skoog, Mattias Claesson, Emma Green, Jenny Kallur, Susanna Kallur, Anna Söderberg och Angelica Bengtsson, men också internationella stjärnor som Andreas Thorkildsen, Jaysuma Saidy Ndure, David Oliver, Tommi Evilä, Yelena Isinbaeva, Fabiana Murer  och Ivana Brkljacic samt simmerskan Sarah Sjöström.
Han har också ett samarbete med tennisspelaren Jonas Björkman och boxaren Armand Krajnc.
Wessfeldt driver sitt företag från Monte Carlo i Monaco. Företaget har även kontor i Malmö, där Stina Funke (mor till Mattias Svanberg) sköter den svenska delen av verksamheten.